# American Football League
American Football League, AFL, var en sammanslutning under perioden 1960-69 i USA för amerikansk fotboll. 1970 slogs ligan samman med National Football League. Ligan grundades av en rad affärsmän som en konkurrent till NFL. I spetsen fanns Lamar Hunt från Dallas som försökte etablera ett eget lag i NFL men fick avslag. 1959 träffades dessa affärsmän och gjorde upp att de skulle starta en ny liga med namnet American Football League 1960. Detta var fjärde gången en amerikansk fotbollsliga skapades med namnet American Football League.

## En kort men framgångsrik liga
NFL var vid tiden den obestridda proffsligan inom sporten och hade inte haft någon utmanare sen slutet av 40-talet då de slogs ihop med All-America Football Conference (AAFC). AFL gick relativt bra för att vara en ny liga men det fanns de lag som hade det svårt att få ekonomin att gå runt. Oakland Raiders var tvungna att få ett lån från konkurrenten Buffalo Bills ägare för att kunna fortsätta spela. Efter ett par på mitten av 60-talet var ligan stabil och genom ett stort kontrakt med NBC för tv-rättigheterna kunde lagen i AFL nu på allvar konkurrera om samma spelare som NFL-lagen försökte värva.
Resultatet blev att lönerna rusade uppåt då lagen från de båda ligorna försökte värva alla de bästa collegespelarna. Till slut kom de överens om att successivt slå ihop ligorna vilket skulle vara klart 1970. Fram till dess hölls det gemensamma drafter för att undvika fler budkrig mellan ligorna. 1966 spelades också den första titelmatchen mellan vinnaren från AFL och NFL vilket senare kom att bli Super Bowl. 1970 års säsong blev den första säsongen där lagen från AFL var helt inbäddade i NFL.

## Lagen
Ligans första säsong bestod av 8 lag. Boston Patriots, Buffalo Bills, Dallas Texans, Denver Broncos, Houston Oilers, Los Angeles Chargers, New York Titans och Oakland Raiders. Efter första säsongen flyttade Chargers från Los Angeles till San Diego. Efter andra säsongen bytte Titans namn till New York Jets. Ett år senare var det också dags för Texans att flytta på sig. Trots att de var mästare ansågs det inte finnas en marknad stor nog i Dallas för att konkurrera med Dallas Cowboys som spelade i NFL. Laget flyttade till Kansas och blev Kansas City Chiefs. Det kom även att skapas två nya lag i ligan. 1965 fick Miami Dolphins plats i ligan och 1967 gick även Cincinnati Bengals med i AFL
| Division | Lag                              | Första säsong | Arena | AFL resultat(V-F-O) | AFL Titlar |
| -------- | -------------------------------- | ------------- | --- | ------------------- | ---------- |
| Eastern  | Boston Patriots                  | 1960          | Nickerson Field (1960–1962), Fenway Park (1963–1968), Alumni Stadium (1969                                                 | 64-69-9             | 0          |
| Eastern  | Buffalo Bills                    | 1960          | War Memorial Stadium (1960-1969)                                                                                           | 67-71-6             | 2          |
| Eastern  | Houston Oilers                   | 1960          | Jeppesen Stadium (1960–1964), Rice Stadium (1965–1967), Houston Astrodome (1968–1969)                                      | 72-69-4             | 2          |
| Eastern  | Miami Dolphins                   | 1966          | Miami Orange Bowl | 15-39-2             | 0          |
| Eastern  | New York Titans/Jets             | 1960          | Polo Grounds (1960–1963), Shea Stadium (1964–1969)                                                                         | 71-67-6             | 1          |
| Western  | Cincinnati Bengals               | 1968          | Nippert Stadium (1968-1969)                                                                                                | 7-20-1              | 0          |
| Western  | Dallas Texans/Kansas City Chiefs | 1960          | Cotton Bowl (1960–1962), Municipal Stadium (1963–1969)                                                                     | 92-50-5             | 3          |
| Western  | Denver Broncos                   | 1960          | Bears Stadium/Mile High Stadium (1960–1969)                                                                                | 39-97-4             | 0          |
| Western  | Los Angeles/San Diego Chargers   | 1960          | Los Angeles Memorial Coliseum (1960), Balboa Stadium (1961–1966), San Diego Stadium (1967–1969)                            | 88-51-6             | 1          |
| Western  | Oakland Raiders                  | 1960          | Kezar Stadium (1960), Candlestick Park (1961), Frank Youell Field (1962–1965), Oakland-Alameda County Coliseum (1966–1969) | 80-61-5             | 1          |

## AFL Championship - Vinnare
| Eastern Division | Western Division |

| Säsong | Datum            | Vinnande lag           | Slutställning | Förlorande lag       | MVP             | Arena                               | Publik |
| ------ | ---------------- | ---------------------- | ------------- | -------------------- | --------------- | ----------------------------------- | ------ |
| 1960   | 1 januari 1961   | Houston Oilers         | 24–16         | Los Angeles Chargers | Billy Cannon    | Jeppesen Stadium                    | 32 183 |
| 1961   | 24 december 1961 | Houston Oilers (2)     | 10–3          | San Diego Chargers   | Billy Cannon    | Balboa Stadium                      | 29 556 |
| 1962   | 23 december 1962 | Dallas Texans          | 20–17 (2OT)   | Houston Oilers       | Jack Spikes     | Jeppesen Stadium (2)                | 37 981 |
| 1963   | 5 januari 1964   | San Diego Chargers     | 51–10         | Boston Patriots      | Keith Lincoln   | Balboa Stadium (2)                  | 30 127 |
| 1964   | 26 december 1964 | Buffalo Bills          | 20–7          | San Diego Chargers   | Jack Kemp       | War Memorial Stadium                | 40 242 |
| 1965   | 26 december 1965 | Buffalo Bills (2)      | 23–0          | San Diego Chargers   | Jack Kemp       | Balboa Stadium (3)                  | 30 361 |
| 1966   | 1 januari 1967   | Kansas City Chiefs (2) | 31–7          | Buffalo Bills        | Len Dawson      | War Memorial Stadium (2)            | 42 080 |
| 1967   | 31 december 1967 | Oakland Raiders        | 40–7          | Houston Oilers       | Daryle Lamonica | Oakland-Alameda County Coliseum     | 53 330 |
| 1968   | 29 december 1968 | New York Jets          | 27–23         | Oakland Raiders      | Joe Namath      | Shea Stadium                        | 62 627 |
| 1969   | 4 januari 1970   | Kansas City Chiefs (3) | 17–7          | Oakland Raiders      | Otis Taylor     | Oakland-Alameda County Coliseum (2) | 53 561 |

Kursiv stil – Spelade i Super Bowl. 
Fet stil - Vinst i Super Bowl

## AFL All-star Team
Detta är en lista över de bästa spelarna på respektive position som spelade i AFL. Spelarna valdes av 1969 års AFL Hall of Fame kommitté. 
| All-Time AFL Team     |                       |                       |                       |               |               |
| Offensiv uppställning | Offensiv uppställning | Defensiv uppställning | Defensiv uppställning | Special Teams | Special Teams |
| Position              | Spelare               | Position              | Spelare               | Position      | Spelare       |
| Flanker               | Lance Alworth         | End                   | Jerry Mays            | Kicker        | George Blanda |
| End                   | Don Maynard           | End                   | Gerry Philbin         | Kicker        | George Blanda |
| Tight end             | Fred Arbanas          | Tackle                | Houston Antwine       | Kicker        | George Blanda |
| Tackle                | Ron Mix               | Tackle                | Tom Sestak            | Kicker        | George Blanda |
| Tackle                | Jim Tyrer             | Linebacker            | Bobby Bell            | Kicker        | George Blanda |
| Center                | Jim Otto              | Linebacker            | George Webster        | Kicker        | George Blanda |
| Guard                 | Ed Budde              | Linebacker            | Nick Buoniconti       | Punter        | Jerrel Wilson |
| Guard                 | Billy Shaw            | Cornerback            | Willie Brown          | Punter        | Jerrel Wilson |
| Quarterback           | Joe Namath            | Cornerback            | Dave Grayson          | Punter        | Jerrel Wilson |
| Running back          | Clem Daniels          | Safety                | Johnny Robinson       | Punter        | Jerrel Wilson |
| Running back          | Paul Lowe             | Safety                | George Saimes         | Punter        | Jerrel Wilson |